# Euphorbia atroflora
Euphorbia atroflora är en törelväxtart som beskrevs av Susan Carter. Euphorbia atroflora ingår i släktet törlar, och familjen törelväxter.
Artens utbredningsområde är Kenya. Inga underarter finns listade i Catalogue of Life.